# 砂平駅
砂平駅（サピョンえき）は、大韓民国ソウル特別市瑞草区盤浦洞にあるソウル地下鉄9号線の駅。駅番号は(924)。

## 駅構造
相対式ホーム2面2線と、その中間に通過線2線の計2面4線を有する地下駅。フルスクリーンタイプのホームドアが設置されている。改札口に通じる階段は開花方面ホームがは3ヶ所、新論峴方面ホームは2ヶ所あり、エレベータはホーム1面につき1基ある。
改札口は1番出口方面の改札口と2番出口方面の改札口、合計2ヶ所ある。化粧室は1番出口方面の改札外にある。

### のりば
| 上り   | 9号線                | 堂山・金浦空港・開花方面 |
| 通過線 | 上りの急行列車の通過 | 上りの急行列車の通過     |
| 通過線 | 下りの急行列車の通過 | 下りの急行列車の通過     |
| 下り   | 9号線                | 新論峴行き               |

## 駅周辺
- 三湖ガーデンアパート
- 円村中学校
- ソウル円村初等学校
- 盤浦高等学校
- ソウル叙院初等学校
- 盤浦1洞住民センター
- GS盤浦ザイアパート
- 江南教保タワー
- ソウル高速バスターミナル（高速バス専用で入り口方向）、セントラルシティ メリオートホテル
- ソウル地下鉄7号線 盤浦駅
- 京釜高速道路 蚕院インターチェンジ・盤浦インターチェンジ
- ソウル聖母病院
- 江南大路

## 歴史
- 2008年9月18日 - 砂平駅に駅名が確定[1]。
- 2009年7月24日 - 開業。

## 利用状況
近年の一日平均利用人員推移は下記のとおり。
なお、9号線の2009年は開業日の7月24日から12月31日までの161日間を基準にしたものである。
| 路線  | 路線     | 2000年 | 2001年 | 2002年 | 2003年 | 2004年 | 2005年 | 2006年 | 2007年 | 2008年 | 2009年 | 出典  |
| ----- | -------- | ------ | ------ | ------ | ------ | ------ | ------ | ------ | ------ | ------ | ------ | ----- |
| 9号線 | 乗車人員 | 未開業 | 未開業 | 未開業 | 未開業 | 未開業 | 未開業 | 未開業 | 未開業 | 未開業 | 1,628  | [ 2 ] |
| 9号線 | 降車人員 | 未開業 | 未開業 | 未開業 | 未開業 | 未開業 | 未開業 | 未開業 | 未開業 | 未開業 | 1,509  | [ 2 ] |
| 9号線 | 乗降人員 | 未開業 | 未開業 | 未開業 | 未開業 | 未開業 | 未開業 | 未開業 | 未開業 | 未開業 | 3,137  | [ 2 ] |
| 路線  | 路線     | 2010年 | 2011年 | 2012年 | 2013年 | 2014年 | 2015年 | 2016年 | 2017年 | 2018年 | 2019年 | 出典  |
| 9号線 | 乗車人員 | 2,080  | 2,604  | 2,890  | 3,047  | 3,024  | 2,791  | 2,762  | 2,665  | 2,733  | 3,213  | [ 2 ] |
| 9号線 | 降車人員 | 1,881  | 2,387  | 2,684  | 2,856  | 11,081 | 2,618  | 2,586  | 2,503  | 2,608  | 3,111  | [ 2 ] |
| 9号線 | 乗降人員 | 3,961  | 4,991  | 5,574  | 5,903  | 14,105 | 5,409  | 5,348  | 5,168  | 5,341  | 6,332  | [ 2 ] |

## 隣の駅
ソウル市メトロ9号線
 9号線
急行
通過
一般（各駅停車）
高速ターミナル駅 (923) - 砂平駅 (924) - 新論峴駅 (925)